# Patinação artística na Universíada de Inverno de 2009 - Individual masculino
A competição individual masculino da patinação artística na Universíada de Inverno de 2009 foi realizada no Centro Internacional de Conferências e Exibições, em Harbin, China. O programa curto foi disputado no dia 21 de fevereiro e a patinação livre no dia 22 de fevereiro de 2009.

## Medalhistas
| Ouro   | CHN Xu Ming         |
| Prata  | RUS Artem Borodulin |
| Bronze | FRA Alban Préaubert |

## Resultados

### Geral
| Pos.              | Nome                 | Nacionalidade    | Pontos | PC         | PL          |
| ----------------- | -------------------- | ---------------- | ------ | ---------- | ----------- |
| Medalha de ouro   | Xu Ming              | China            | 179.96 | 64.50 (5)  | 115.46 (2)  |
| Medalha de prata  | Artem Borodulin      | Rússia           | 179.37 | 66.25 (2)  | 113.12 (3)  |
| Medalha de bronze | Alban Préaubert      | França           | 175.34 | 66.35 (1)  | 108.99 (5)  |
| 4                 | Wu Jialiang          | China            | 174.15 | 63.75 (7)  | 110.40 (4)  |
| 5                 | Tatsuki Machida      | Japão            | 173.16 | 64.70 (4)  | 108.46 (7)  |
| 6                 | Paolo Bacchini       | Itália           | 170.56 | 65.59 (3)  | 104.97 (11) |
| 7                 | Konstantin Menshov   | Rússia           | 169.29 | 45.60 (25) | 123.69 (1)  |
| 8                 | Takemochi Ogami      | Japão            | 168.12 | 59.15 (8)  | 108.97 (6)  |
| 9                 | Yoann Deslot         | França           | 165.30 | 64.39 (6)  | 100.91 (15) |
| 10                | Martin Liebers       | Alemanha         | 161.82 | 55.49 (12) | 106.33 (10) |
| 11                | Kristoffer Berntsson | Suécia           | 160.13 | 56.37 (9)  | 103.76 (12) |
| 12                | Gao Song             | China            | 158.60 | 55.62 (11) | 102.98 (13) |
| 13                | Jason Wong           | Estados Unidos   | 155.25 | 48.83 (19) | 106.42 (9)  |
| 14                | Boris Martinec       | Croácia          | 152.89 | 50.55 (17) | 102.34 (14) |
| 15                | Alexandr Kazakov     | Bielorrússia     | 151.36 | 53.79 (14) | 97.57 (18)  |
| 16                | Vitali Sazonets      | Ucrânia          | 150.69 | 43.47 (27) | 107.22 (8)  |
| 17                | Vladimir Uspenski    | Rússia           | 150.21 | 55.67 (10) | 94.54 (19)  |
| 18                | Przemysław Domański  | Polônia          | 149.80 | 51.20 (16) | 98.60 (17)  |
| 19                | Pavel Kaška          | República Tcheca | 146.90 | 46.90 (24) | 100.00 (16) |
| 20                | Thomas Paulson       | Reino Unido      | 139.09 | 48.95 (18) | 90.14 (20)  |
| 21                | Jamal Othman         | Suíça            | 137.73 | 48.12 (22) | 89.61 (21)  |
| 22                | Maxim Shipov         | Israel           | 136.55 | 47.79 (23) | 88.76 (23)  |
| 23                | Clemens Brummer      | Alemanha         | 133.77 | 51.79 (15) | 81.98 (25)  |
| 24                | Manuel Koll          | Áustria          | 133.17 | 44.73 (26) | 88.44 (24)  |
| 25                | Michael Biondi       | Alemanha         | 129.72 | 40.26 (30) | 89.46 (22)  |
| 26                | Yasuharu Nanri       | Japão            | 127.26 | 54.27 (13) | 72.99 (30)  |
| 27                | Christopher Boyadji  | França           | 126.62 | 48.33 (20) | 78.29 (26)  |
| 28                | Valtter Virtanen     | Finlândia        | 123.92 | 48.27 (21) | 75.65 (28)  |
| 29                | Kutay Eryoldas       | Turquia          | 118.20 | 41.79 (28) | 76.41 (27)  |
| 30                | Alper Uçar           | Turquia          | 113.21 | 38.86 (31) | 74.35 (29)  |
| 31                | Luka Čadež           | Eslovênia        | 106.94 | 41.08 (29) | 65.86 (32)  |
| 32                | Wun-Chang Shih       | Taipé Chinesa    | 100.50 | 31.82 (32) | 68.68 (31)  |
| 33                | Adrian Alvarado      | México           | 84.08  | 27.33 (33) | 56.75 (33)  |

Legenda
| Recorde mundial      | Recorde mundial (World record)               |                       | Recorde africano                      | Recorde africano (African) |                                           | Q | Classificado por posição (Qualified) |
| Recorde olímpico     | Recorde olímpico (Olympic record)            | Recorde da América    | Recorde da América (Americas)         | q                          | Classificado por melhor tempo (Qualified) |   |                                      |
| Melhor marca do ano  | Melhor marca do ano (World leading)          | Recorde asiático      | Recorde asiático (Asian)              | DNS                        | Não largou (Did not start)                |   |                                      |
| Recorde nacional     | Recorde nacional (National record)           | Recorde europeu       | Recorde europeu (European)            | DNF                        | Não terminou (Did not finish)             |   |                                      |
| Recorde pessoal      | Recorde pessoal do atleta (Personal best)    | Recorde da Oceania    | Recorde da Oceania (Oceania)          | DSQ / DQ                   | Desclassificado (Disqualified)            |   |                                      |
| Recorde da temporada | Recorde da temporada do atleta (Season best) | Recorde sul-americano | Recorde sul-americano (South America) | NM                         | Sem marca (No mark)                       |   |                                      |